# El Mesías: El niño judío
El Mesías: El niño judío (Christ the Lord: Out of Egypt) es una novela histórica de la escritora estadounidense Anne Rice. Es una novela basada en la vida de Jesús.
Es una novela para la cual Anne Rice, tras su vuelta al cristianismo católico en 1998 habiendo sido una atea militante gran parte de su vida adulta, realizó una extensa investigación, según señala en su nota introductoria del libro, en la cual dice haber investigado durante varios años la vida de Jesús y todo lo que pudiera sobre la época. Entre los autores investigados por ella señala a: Flavio Josefo, Filón de Alejandría, Paula Fredriksen, S.G.F. Brandon, Kenneth L. Gentry, John A.T. Robinson, Richard Bauckham, Martin Hengel, Jacob Neusner, Géza Vermes, David Flusser, Charlotte Allen, Luke Timothy Jonson, Raymond E. Brown, John P. Meierm, Seán Frwyne, Eric M. Meyers, Lary –hurtado, Craig Blomberg, Craig S. Keener, Kenneth L. Gentry, Jr y varios otros autores.
En esta novela la autora se aleja de la temática gótica, presente en sus anteriores obras, para desarrollar una historia basada en el momento político que se desarrolla durante la infancia de Jesús, mostrando las inquietudes de un niño que quiere resolver un misterio: el de su propia vida.
El libro está escrito en primera persona, desde los ojos de un Jesús de 7 años, cumpliendo 8 en el libro.
Los acontecimientos donde está situado el libro dan una idea de José, María, Jesús y otros parientes, de Egipto a Nazaret.

## Adaptaciones
- The Young Messiah (2016), película dirigida por Cyrus Nowrasteh